# Zuid-Rhodesië op de Olympische Zomerspelen 1928
Zuid-Rhodesië, het tegenwoordige Zimbabwe, debuteerde op de Olympische Spelen tijdens de Olympische Zomerspelen 1928 in Amsterdam, Nederland. Er werden geen medailles gewonnen.

## Deelnemers en resultaten

### Boksen
- Cecil Bissett
- Len Hall

Argentinië · Australië · België · Brits-Indië · Bulgarije · Canada · Chili · Cuba · Denemarken · Duitsland · Egypte · Estland · Filipijnen · Finland · Frankrijk · Griekenland · Groot-Brittannië · Haïti · Hongarije · Ierland · Italië · Japan · Joegoslavië · Letland · Litouwen · Luxemburg · Malta · Mexico · Monaco · Nederland · Nieuw-Zeeland · Noorwegen · Oostenrijk · Panama · Polen · Portugal · Roemenië · Spanje · Tsjecho-Slowakije · Turkije · Uruguay · Verenigde Staten · Zuid-Afrika · Zuid-Rhodesië · Zweden · Zwitserland